# 德米什·盖伊
德米什·盖伊（英語：Demish Gaye，1993年1月20日—），牙买加男子田径运动员，2018年英联邦运动会男子4×400米接力铜牌得主、2019年泛美运动会男子400米银牌得主、2019年世界田径锦标赛男子4×400米接力银牌得主。